# Strat fluidizat
Fluidizarea e un procedeu industrial de trecere forțată a unui fluid printr-un strat de pulbere sau granular cu o viteză convenabilă pentru a aduce sistemul solid-fluid într-o stare pseudolichidă cu proprietăți asemănătoare lichidelor